# NBA Development League
La NBA G League, o simplement la G League, és l'organització de la lliga menor oficial de la National Basketball Association (NBA). La lliga es coneixia anteriorment com a National Basketball Development League (NBDL) des de 2001 a 2005, i com a NBA Development League (o NBA A D-League) des de 2005 fins al 2017.
Es compon actualment de dues conferències (Est i Oest) de 15 equips cadascuna, amb un total de 30 equips.
La lliga es va començar a jugar amb el nom de NBDL en la temporada 2001-2002; les vuit franquícies pioneres de la competició estaven situades en el sud-est dels Estats Units (concretament en Virgínia, Carolina del Nord, Carolina del Sud, Alabama, i Geòrgia).
Molts jugadors triats en el Draft NBA i jugadors "tallats" van participar en la temporada inaugural del campionat. Aviat, els equips de l'NBA van començar a fitxar als jugadors més destacats de la NBDL. Alguns d'aquests jugadors importants que ara triomfen en l'NBA són Rafer Alston (Houston Rockets), Chris Andersen, Devin Brown i Bobby Simmons (Milwaukee Bucks).

## Equips de la temporada 2012-13 i els seus afiliats
- Austin Toros - San Antonio Spurs

- Bakersfield Jam - Atlanta Hawks, Los Angeles Clippers, Phoenix Suns, Toronto Raptors

- Canton Charge - Cleveland Cavaliers

- Erie Bayhawks - New York Knicks

- Fory Wayne Mad Ants - Charlotte Bobcats, Detroit Pistons, Indiana Pacers, Milwaukee Bucks

- Idaho Stampede - Portland Trail Blazers

- Iowa Energy - Chicago Bulls, Washington Wizards, New Orleans Pelicans, Denver Nuggets

- Los Angeles D-Fenders - Los Angeles Lakers

- Maine Red Claws - Boston Celtics

- Reno Bighorns - Memphis Grizzlies, Utah Jazz, Sacramento Kings

- Rio Grande Valley Vipers - Houston Rockets

- Santa Cruz Warriors - Golden State Warriors

- Sioux Falls Skyforce - Miami Heat, Minnesota Timberwolves, Orlando Magic, Philadelphia 76ers

- Springfield Armor - Brooklyn Nets

- Texas Legends - Dallas Mavericks

- Tulsa 66ers - Oklahoma City Thunder

## Equips desapareguts
- Asheville Altitude 2001-05 (Ara Tulsa 66ers)
- Charleston Lowgators 2001-04 (Ara Florida Flame)
- Columbus Riverdragons 2001-05 (Ara Austin Toros)
- Fayetteville Patriots 2001-06
- Greenville Groove 2001-03
- Huntsville Flight 2001-05 (Ara Albuquerque Thunderbirds)
- Mobile Revelers 2001-03
- Roanoke Dazzle 2001-06
- Arkansas RimRockers 2004-07
- Dakota Wizards 2006-12 (Ara Santa Cruz Warriors)
- Fort Worth Flyers 2005-07
- Albuquerque Thunderbirds 2005-11 (Ara Canton Charge)
- Anaheim Arsenal 2006-09 (Ara Springfield Armor)
- Colorado 14ers 2006-09 (Ara Texas Legends)
- Florida Flame 2001-07

## Campions

### Al millor de tres partits
- 2001-2002: Greenville Groove 2-0 North Charleston Lowgators
- 2002-2003: Mobile Revelers 2-1 Fayetteville Patriots

### A partit únic
- 2003-2004: Asheville Altitude 108-106(OT) Huntsville Flight
- 2004-2005: Asheville Altitude 90-67 Columbus Riverdragons
- 2005-2006: Albuquerque Thunderbirds 119-108 Fort Worth Flyers
- 2006-2007: Dakota Wizards 129-121 Colorado 14ers

### Al millor de tres partits
- 2007-2008: Idaho Stampede 2-0 Austin Toros
- 2008-2009: Colorado 14ers 2-0 Utah Flash
- 2009-2010: Rio Grande Valley Vipers 2-0 Tulsa 66ers
- 2010-2011: Iowa Energy 2-1 Rio Grande Valley Vipers
- 2011-2012: Austin Toros 2-1 Los Angeles D-Fenders

## MVP's de la D-League
- 2001-2002: Ansu Sesay, Greenville Groove
- 2002-2003: Devin Brown, Fayetteville Patriots
- 2003-2004: Tierre Brown, Charleston Lowgators
- 2004-2005: Matt Carroll, Roanoke Dazzle
- 2005-2006: Marcus Fizer, Austin Toros
- 2006–2007: Randy Livingston, Idaho Stampede
- 2007–2008: Kasib Powell, Sioux Falls Skyforce
- 2008–2009: Courtney Sims, Iowa Energy
- 2009–2010: Mike Harris, Rio Grande Valley Vipers
- 2010–2011: Curtis Stinson, Iowa Energy
- 2011–2012: Justin Dentmon, Austin Toros
- 2012-2013 Andrew Goudelock, Rio Grande Valley Vipers
- 2013-2014 Ron Howard, Fort Wayne Mad Ants i Othyus Jeffers, Iowa Energy
- 2014–2015 Tim Frazier, Maine Red Claws
- 2015–2016 Jarnell Stokes, Sioux Falls Skyforce

### Defensor de l'any

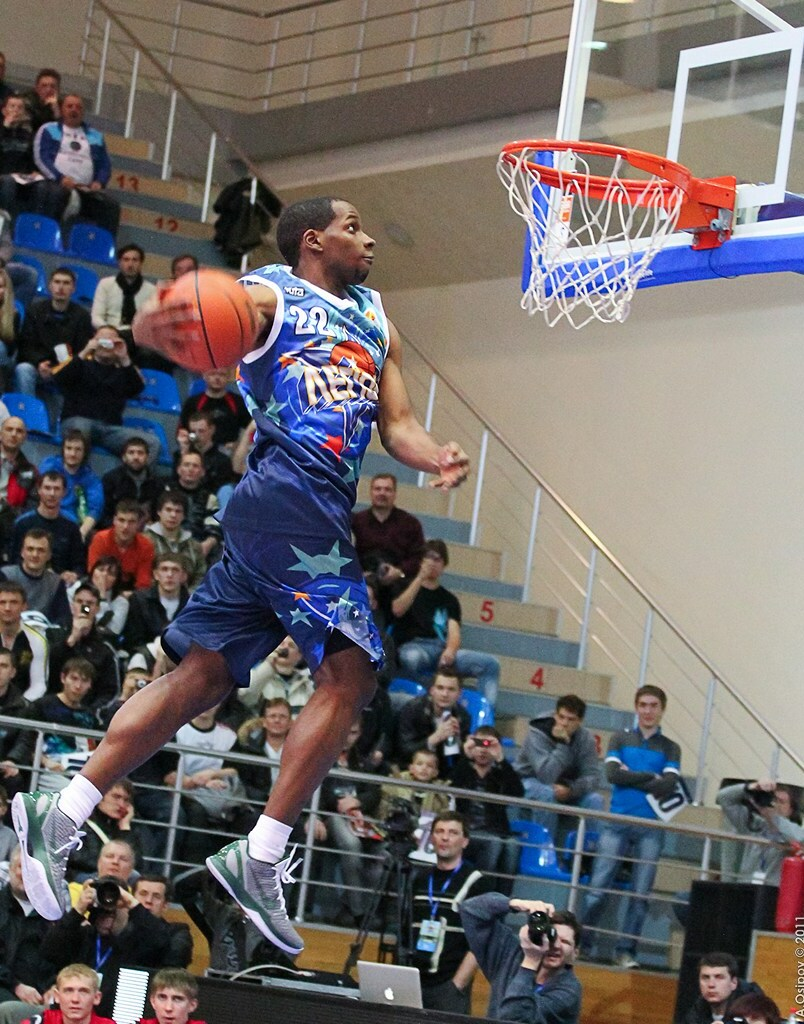
Derrick Zimmerman, millor defensor de l'any de les temporades 2004/05 i 2005/06

- 2001-2002 Jeff Myers, Greenville Groove
- 2002-2003 Mikki Moore, Roanoke Dazzle
- 2003-2004 Karim Shabazz, North Charleston Lowgators
- 2004-2005 Derrick Zimmerman, Columbus Riverdragons
- 2005-2006 Derrick Zimmerman, Austin Toros
- 2006-2007 Renaldo Major, Dakota Wizards
- 2007-2008 Mouhamed Sene, Idaho Stampede; Stephane Lasme, Los Angeles D-Fenders
- 2008-2009 Brent Petway, Idaho Stampede
- 2009-2010 Greg Stiemsma, Sioux Falls Skyforce
- 2010-2011 Chris Johnson, Dakota Wizards
- 2011-2012 Stefhon Hannah, Dakota Wizards
- 2012-2013 Stefhon Hannah, Santa Cruz Warriors
- 2013-2014 DeAndre Liggins, Sioux Falls Skyforce
- 2014–2015 Aaron Craft, Santa Cruz Warriors
- 2015–2016 DeAndre Liggins, Sioux Falls Skyforce

### Novençà de l'any

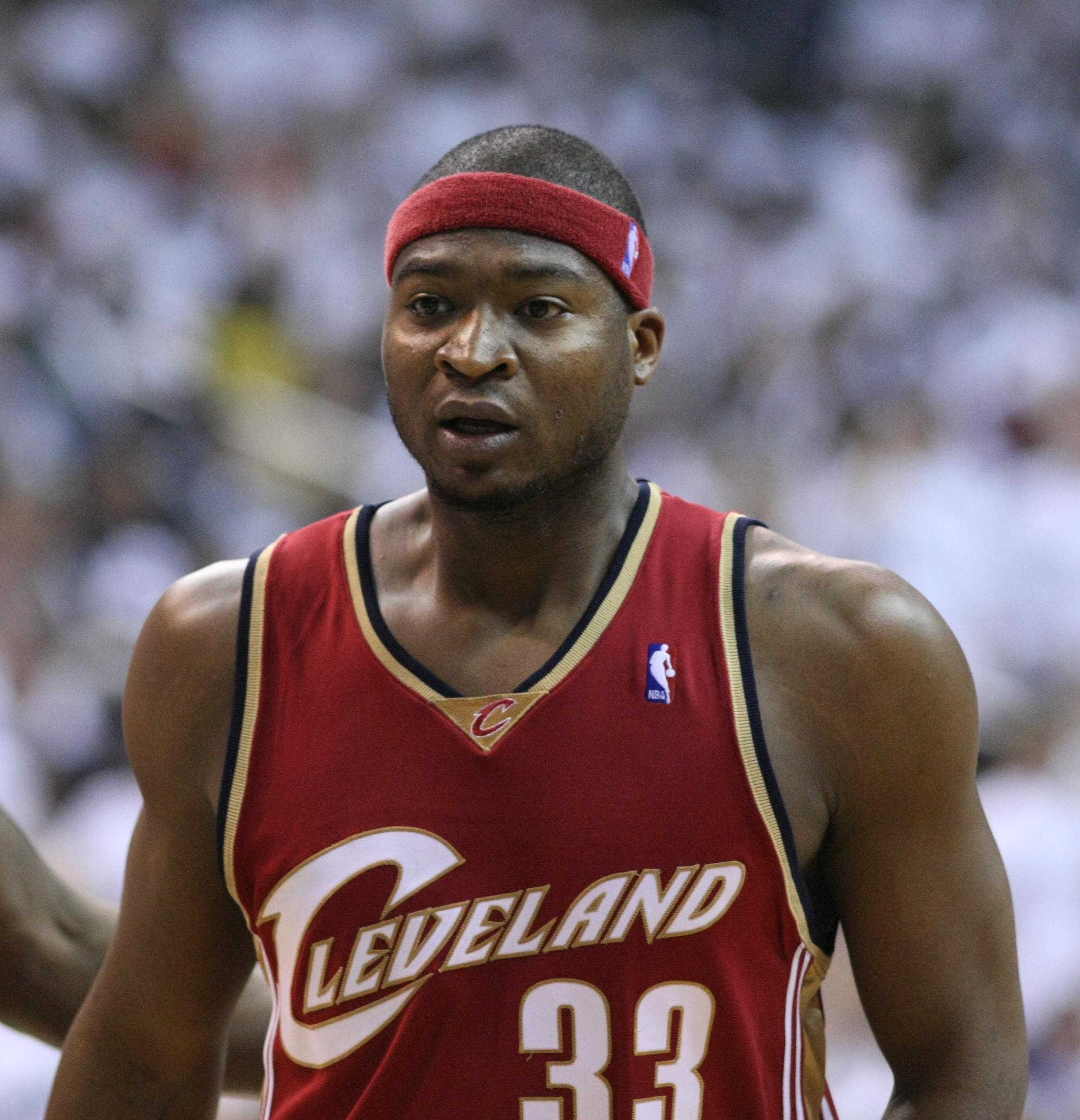
Devin Brown, rookie de l'any 2003

- 2001-2002 Fred House, North Charleston Lowgators
- 2002-2003 Devin Brown, Fayetteville Patriots
- 2003-2004 Desmond Penigar, Asheville Altitude
- 2004-2005 James Thomas, Roanoke Dazzle
- 2005-2006 Will Bynum, Roanoke Dazzle
- 2006-2007 Louis Amundson, Colorado 14ers
- 2007-2008 Blake Ahearn, Dakota Wizards
- 2008-2009 Othyus Jeffers, Iowa Energy
- 2009-2010 Alonzo Gee, Austin Toros
- 2010-2011 DeShawn Sims, Maine Red Claws
- 2011-2012 Edwin Ubiles, Dakota Wizards
- 2012-2013 Tony Mitchell, Fort Wayne Mad Ants
- 2013-2014 Robert Covington, Rio Grande Valley Vipers
- 2014–2015 Tim Frazier, Maine Red Claws
- 2015–2016 Quinn Cook, Canton Charge

### MVP de l'All-Star
- 2006-2007 Pops Mensah-Bonsu, Fort Worth Flyers
- 2007-2008 Jeremy Richardson, Fort Wayne Mad Ants
- 2008-2009 Courtney Sims Iowa Energy, Blake Ahearn, i Dakota Wizards
- 2009-2010 Brian Butch, Bakersfield Jam
- 2010-2011 Courtney Sims, Iowa Energy
- 2011-2012 Gerald Green, Los Angeles D-Fenders
- 2012-2013 Travis Leslie, Santa Cruz Warriors
- 2013-2014 Robert Covington, Rio Grande Valley Vipers
- 2014-2015 Andre Emmett, Fort Wayne Mad Ants
- 2015-2016 Jimmer Fredette, Westchester Knicks